# Văn phòng Tổng cục chính trị (Việt Nam)
Văn phòng Tổng cục Chính trị trực thuộc Tổng cục Chính trị là cơ quan tham mưu kế hoạch-tổng hợp về công tác Đảng Cộng sản Việt Nam, công tác chính trị trong lực lượng vũ trang Việt Nam, vừa là trung tâm phối hợp hoạt động giữa các cơ quan, đơn vị trong toàn quân, giúp Thủ trưởng Tổng cục chính trị chỉ đạo hoạt động Công tác Đảng Cộng sản Việt Nam-Công tác chính trị trong lực lượng vũ trang; đồng thời trực tiếp tổ chức thực hiện công tác quân sự trong nội bộ Cơ quan Tổng cục Chính trị.
- Ngày thành lập: ngày 11 tháng 5 năm 1946
- Trụ sở: Số 5, Nguyễn Tri Phương, Ba Đình, Hà Nội

## Nhiệm vụ
- Thực hiện chức năng tham mưu tổng hợp về chương trình, kế hoạch công tác và phục vụ hoạt động của Tổng cục Chính trị; kiểm soát thủ tục hành chính theo quy định của pháp luật; giúp Chủ nhiệm Tổng cục Chính trị tổng hợp, theo dõi, đôn đốc các tổ chức, đơn vị thuộc Tổng cục Chính trị thực hiện chương trình, kế hoạch công tác của Tổng cục đã được phê duyệt.
- Thực hiện công tác hành chính, văn thư, lưu trữ, quản lý cơ sở vật chất, kỹ thuật, tài sản, kinh phí hoạt động, bảo đảm phương tiện, điều kiện làm việc; phục vụ chung cho hoạt động của Tổng cục Chính trị và công tác quản trị nội bộ; thực hiện các nhiệm vụ khác do pháp luật quy định hoặc do Chủ nhiệm Tổng cục Chính trị giao.

## Lãnh đạo hiện nay
- Chánh Văn phòng:  Đại tá Đỗ Văn Dạo
- Phó Chánh Văn phòng:  Đại tá Nguyễn Mạnh Thắng

## Tổ chức
- Phòng Kế hoạch - Tổng hợp
- Ban Văn thư - Bảo mật
- Phòng Hành chính
- Tổ Công vụ
- Ban Tài chính
- Phòng Vật tư
- Phòng Tài chính
- Phòng Công nghệ thông tin
- Đoàn xe Tổng cục Chính trị
- Nhà khách Tổng cục Chính trị miền Bắc
- Nhà khách Tổng cục Chính trị miền Trung
- Nhà khách Tổng cục Chính trị miền Nam
- Đại diện Văn phòng Tổng cục tại Đà Nẵng
- Đại diện Văn phòng Tổng cục tại TP. Hồ Chí Minh

## Chánh Văn phòng qua các thời kỳ
- 7/1950-, Nguyễn Anh Bảo (quyền) (Phó Văn phòng)
- 1955-1957, Đặng Quốc Bảo, Thiếu tướng (1974)
- Chu Tự Di (1928-2010), Trung tướng
- Nguyễn Xuân Long, Thiếu tướng (2006)
- 2011-2015, Nguyễn Xuân Nghi, Thiếu tướng (2011), Phó Chủ nhiệm Thường trực Ủy ban kiểm tra Quân ủy Trung ương (2015-nay)
- 2015-2016, Vũ Công Toàn, Thiếu tướng (2013)[3]
- 2016-2018 Trần Văn Minh (Thiếu tướng)
- 2018-01.2020, Đỗ Xuân Tụng, nguyên Chính ủy Sư đoàn 316 Quân khu 2(2013-2016), Phó Chánh VP TCCT (2016-2018)
- 02.2020-10.2022, Trịnh Văn Hùng, nguyên Phó Cục trưởng Cục Tuyên huấn (2019-2020)
- 10.2022-, Đại tá Khổng Văn Minh, nguyên Phó Chánh văn phòng Tổng cục Chính trị (2022-)

## Phó Chánh Văn phòng qua các thời kỳ
- 2014-2015, Vũ Công Toàn, Thiếu tướng (2013), nguyên Phó Cục trưởng Cục Tuyên huấn[4]
- Lê Đình Quyền, Đại tá[5]
- Nguyễn Như Bách, Đại tá[6]
- Trần Văn Kim, Đại tá, nguyên trưởng phòng Tuyên truyền cổ động, cục Tuyên huấn, Tổng cục Chính trị